# R (lettre)
Pour les articles homonymes, voir R.
Cette page contient des caractères spéciaux ou non latins. S’ils s’affichent mal (▯, ?, etc.), consultez la page d’aide Unicode.
R est la 18e lettre et la 14e consonne de l'alphabet latin.

## Histoire

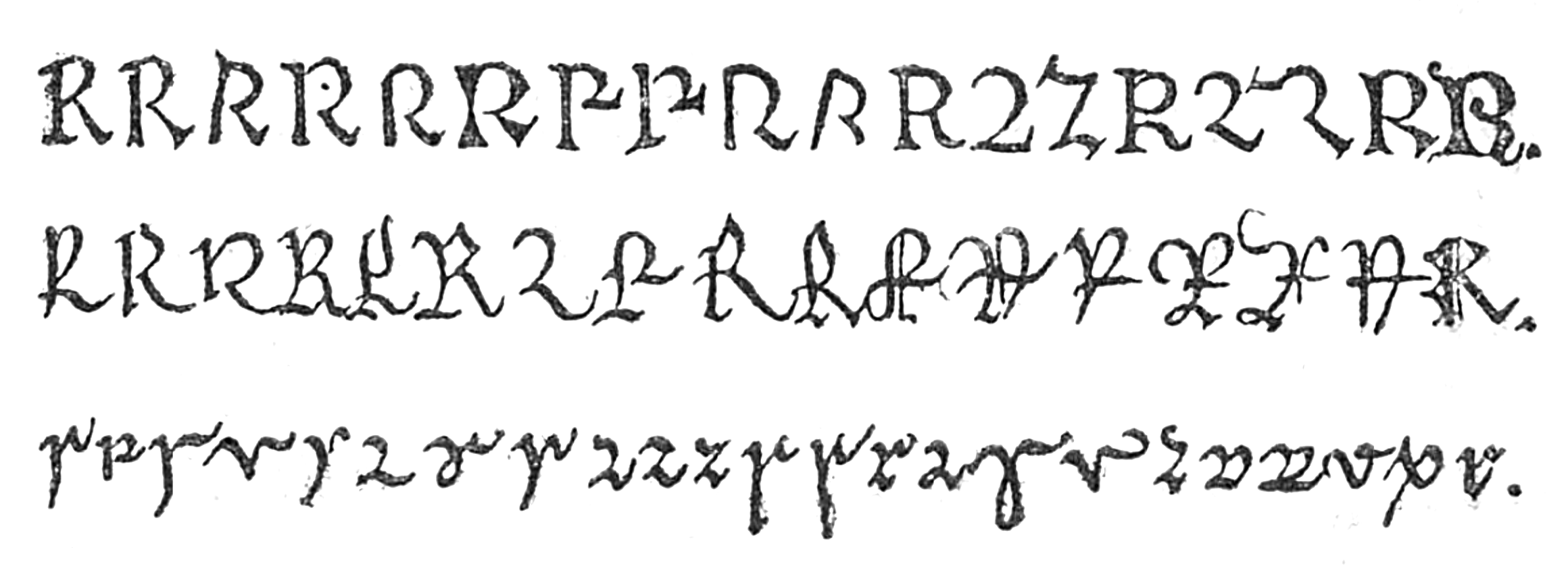
Formes majuscules et minuscules manuscrites de la lettre R dans le Dictionnaire des abréviations latines et française d’Alphonse Chassant.

| D1 |

| D1 |

## Linguistique
- La lettre R peut être un nom féminin ou masculin quand on la prononce èr, mais toujours masculin quand on la prononce re. Dans l'usage français, èr est la prononciation la plus en usage et on le considère ainsi généralement comme masculin, la plupart des dictionnaires faisant peu à peu de même, sauf le Littré (dont la rédaction remonte au milieu du XIXe siècle).[réf. nécessaire]
- r se prononce en français, selon les régions, [r], [ɾ], [ʀ] ou encore [ʁ], sans que cela ait d'incidence sur sa valeur (voir Phonologie#Distinguer le son du phonème ou phonème /r/ en français).

## Diacritiques
La lettre latine R peut prendre divers accents :
- aigu (Ŕŕ, Unicode U+0154-0155, slovaque) ;
- cédille (Ŗŗ, Unicode U+0156-0157, letton) ;
- hatchek (Řř, Unicode U+0158-0159, tchèque) ;
- double accent grave (Ȑȑ, Unicode U+0210-0211, slovène et croate);
- brève renversée (Ȓȓ, Unicode U+0212-0213, slovène et croate) ;
- point en chef (Ṙṙ, Unicode U+1E58-1E59) ;
- point souscrit (Ṛṛ, Unicode U+1E5A-1E5B, translittération du sanscrit) ;
- point souscrit et macron (Ṝṝ, Unicode U+1E5C-1E5D, translittération du sanscrit) ;
- macron souscrit (Ṟṟ, Unicode U+1E5E-1E5F, translittération du sanscrit).

## Codage

### Informatique
| Lettre                   | R                        | R                        | r                         | r                         |
| ------------------------ | ------------------------ | ------------------------ | ------------------------- | ------------------------- |
| Nom Unicode              | Lettre capitale latine R | Lettre capitale latine R | Lettre minuscule latine R | Lettre minuscule latine R |
| Encodage                 | décimal                  | hexadécimal              | décimal                   | hexadécimal               |
| ASCII, ISO 8859, Unicode | 82                       | 52                       | 114                       | 72                        |
| EBCDIC                   | 217                      | D9                       | 153                       | 99                        |

### Radio
- En alphabet radio, la lettre R s’épelle ainsi : 
  - international : Romeo[2]
  - allemand : Richard[3]
  - tchèque, néerlandais et suédois : Rudolf
- En alphabet morse, la lettre R vaut « ·-· »[4]

### Autres
| Signalisation | Signalisation | Langue des signes | Langue des signes | Écriture Braille |
| Pavillon      | Sémaphore     | française         | québécoise        | Écriture Braille |
| ------------- | ------------- | ----------------- | ----------------- | ---------------- |
|               |               |                   |                   |                  |